# Década de 470
Séculos: (Século IV - Século V - Século VI)
Décadas: 420 430 440 450 460 - 470 - 480 490 500 510 520
Anos: 470 - 471 - 472 - 473 - 474 - 475 - 476 - 477 - 478 - 479